# Załanie
Załanie, Wielkie Załonie – duża polana w Pieninach Czorsztyńskich. Znajduje się w granicach Krościenka nad Dunajcem w województwie małopolskim, w powiecie nowotarskim, na północnym grzbiecie Wysokiego Działu.
Załanie znajduje się na wysokości około 515–640 m n.p.m. na grzbiecie Wysokiego Działu, na jego zachodnim stoku opadającym do Białego Potoku i na wschodnim, opadającym do potoku Łannego. Na mapie Geoportalu polana jest opisana jako pole uprawne, świadczą o tym także miedze. W 2024 r. jednak polana jest już łąką, a jej najwyższa część nieużytkiem, polana zaczyna także stopniowo zarastać drzewami. Znajduje się w obrębie Pienińskiego Parku Narodowego. Pienińskie łąki są cenne przyrodniczo; są siedliskiem wielu gatunków roślin, grzybów i zwierząt, w tym wielu rzadkich i ginących. Ich właścicielom nie opłaca się ich już kosić, wskutek czego zarastają chaszczami i lasem. Doprowadza to ginięcia roślin i zwierząt, dla których łąki są właściwym siedliskiem i do zmniejszenia bioróżnorodności. Załanie zostało przez PPN wykupione, dzięki czemu przeprowadzono na nim zabiegi ochrony czynnej; odkrzaczanie i koszenie.

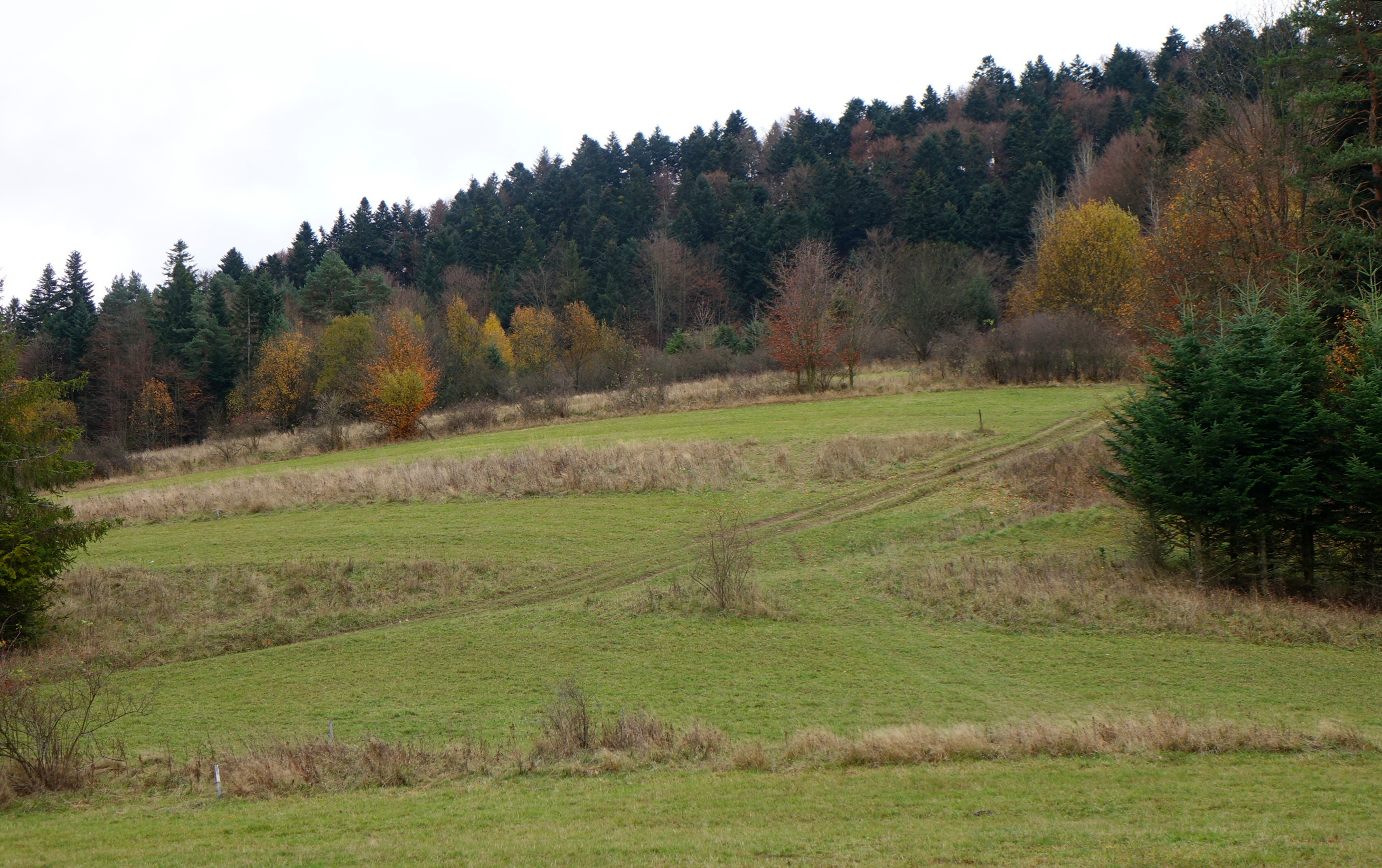
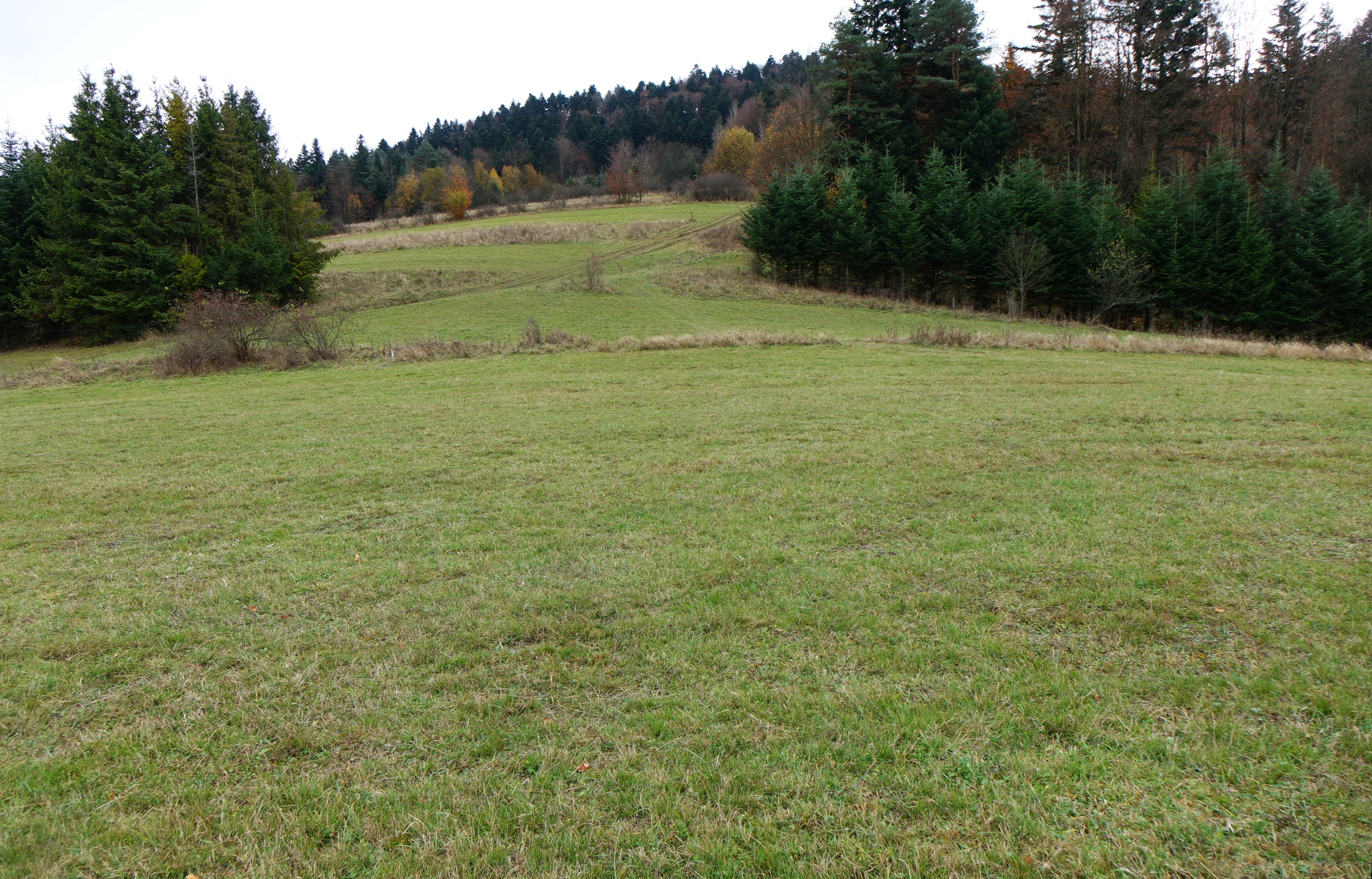
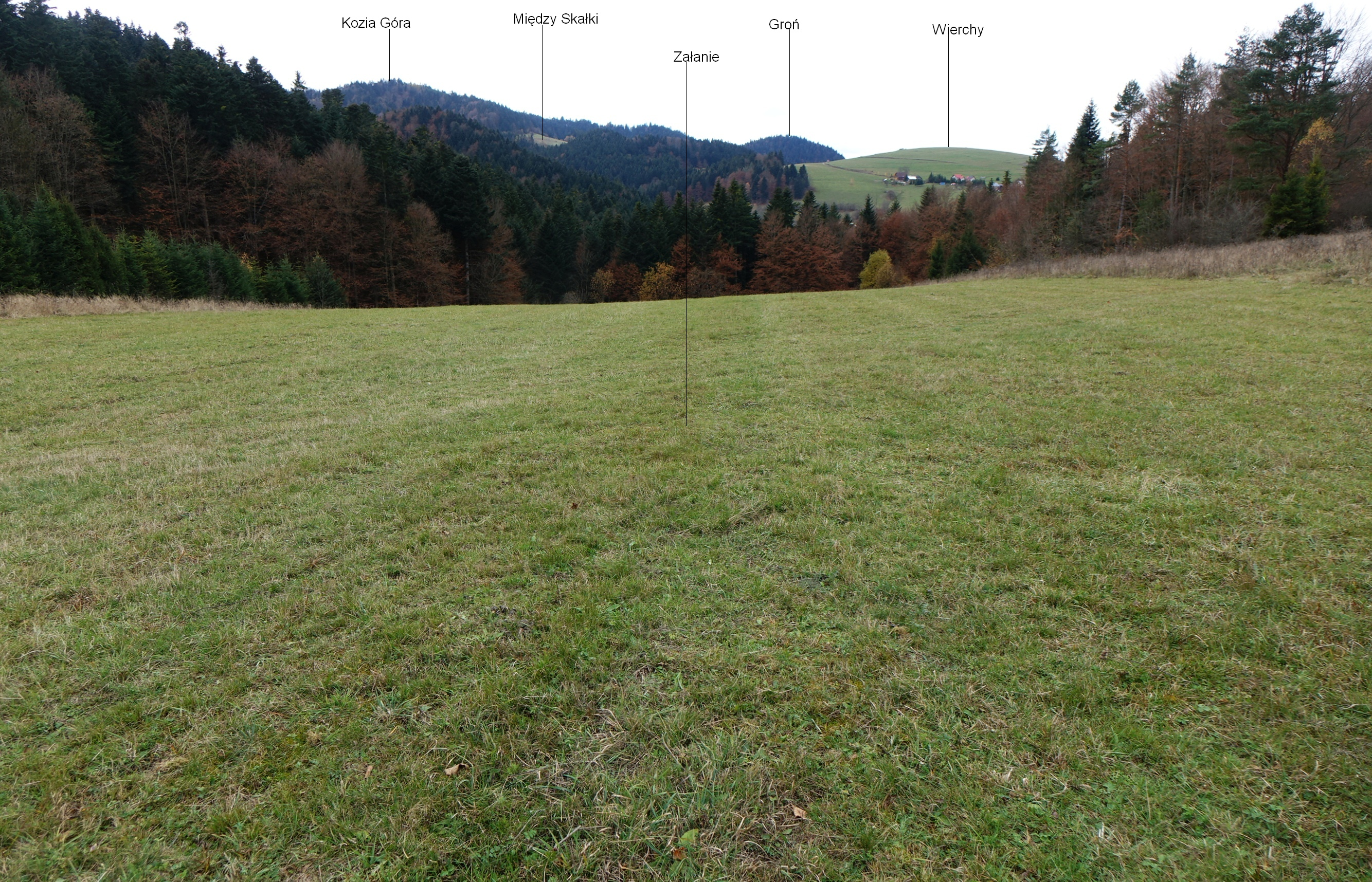
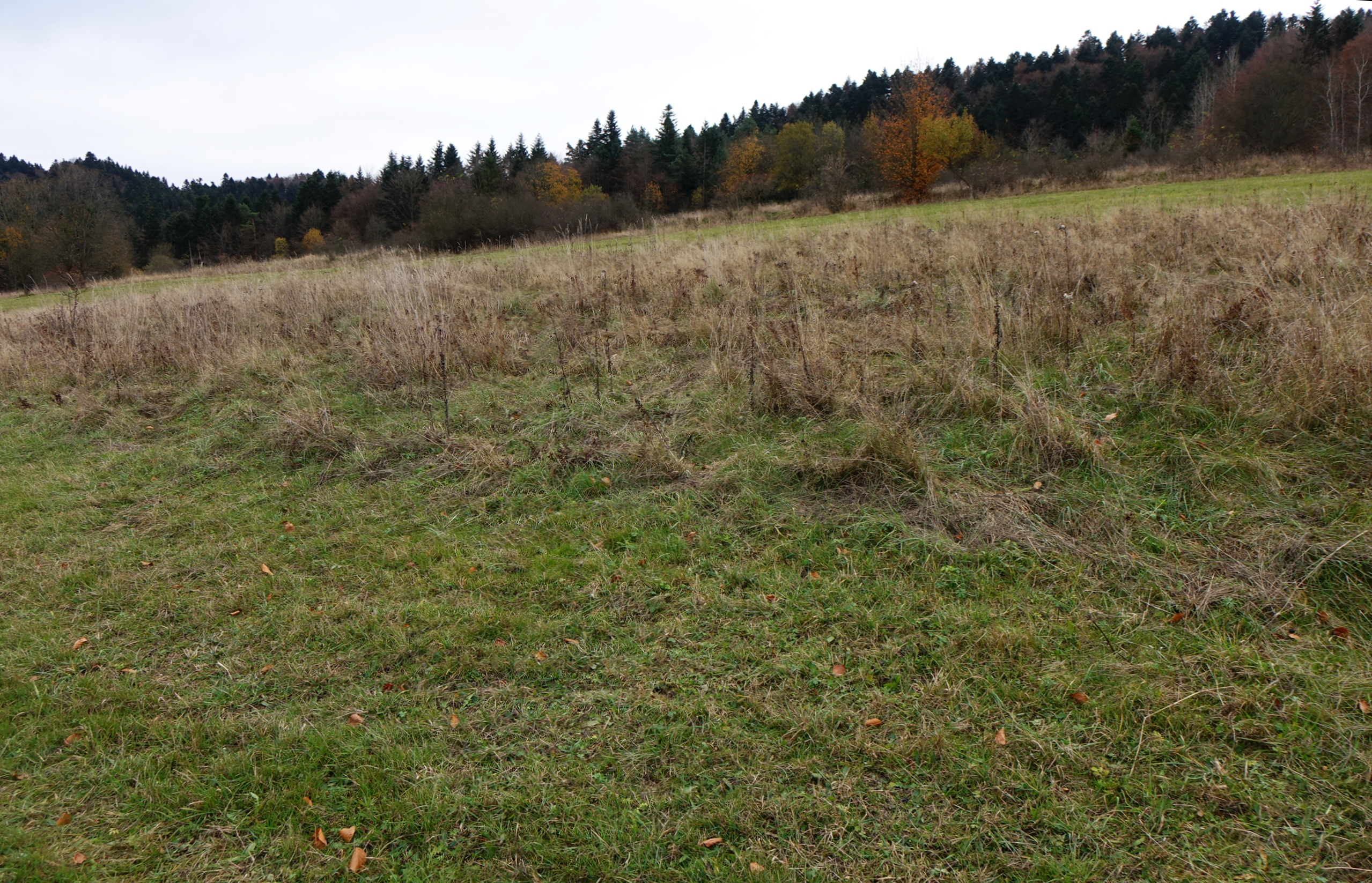